# کریستف آتانگانا
کریستف آتانگانا (انگلیسی: Christophe Atangana؛ زادهٔ ۲ مارس ۲۰۰۰) بازیکن فوتبال اهل کامرون است که به عنوان دروازه‌بان برای باشگاه فوتبال قبله بازی می‌کند.

## دوران حرفه‌ای
آتانگانا کار خود را با باشگاه فوتبال اتلتیک بیلبائو اسپانیایی در لا لیگا آغاز کرد.